# 热量计
热量计（英語：calorimeter），或称量热计、卡計，是一种用于测量热量的实验设备，可以用于测量化学反应、物理变化过程的热量变化，或测定材料的热容。最常見的是差示掃描量热计、恆溫微卡計（isothermal microcalorimeter）、滴定量熱計（titration calorimeter）及加速量热仪（accelerated rate calorimeter）等。最簡單的热量计是使用雙層保麗龍杯加蓋並插上溫度計完成。
常見使用定壓热量计量測物質A和物質B反應時，將測得每莫耳的焓變化，記錄其反應前的初溫及反應後的末溫，將物質質量乘以溫度差及其比熱並加上热量计的热容乘上溫度差，即可算出所吸收的熱量，再除以摩尔數即為反應中的焓變化。此方法主要用在學校教授量热法時示範用，此方法沒有考慮容器散失的熱，以及溫度計本身的熱容。另外一種方法是使用定容热量计量測物質A和物質B反應時，每莫耳的內能變化，記錄其反應前的初溫及反應後的末溫，將物質質量乘以溫度差及其比熱，即可算出所吸收的熱量，再除以摩尔數即為反應中的內能變化。
若要對定壓热量计進行熱容计量，則需先在热量计中加入已知質量的熱水，並在達到熱平衡後記錄溫度；再加入已知質量、溫度的冷水，在達到熱平衡後記錄溫度。透過冷水吸熱量等同於热量计與熱水的放熱量的關係得出卡计的热容值。

简易定壓热量计
1.温度计
2.搅拌器
3.内外容器开口
4.内容器
5.外容器
6.隔热垫

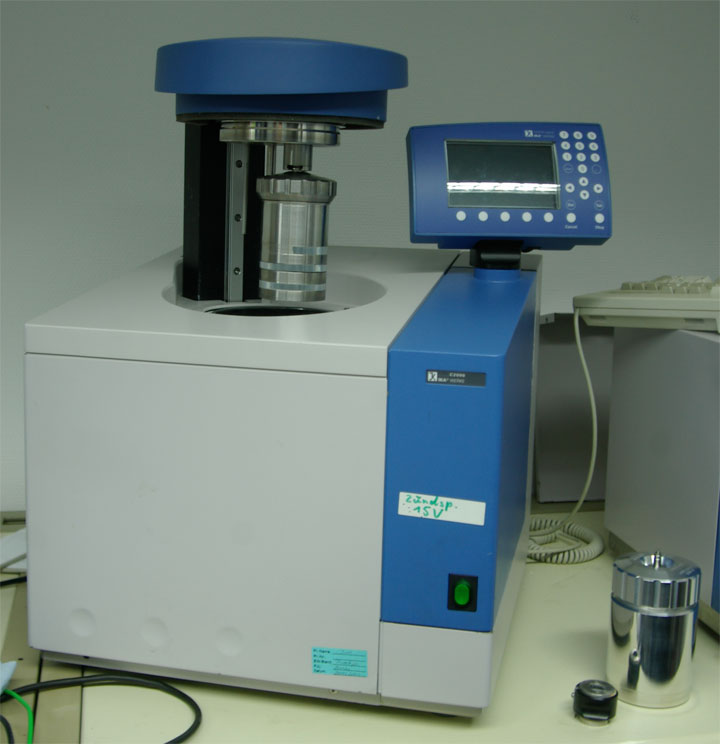
弹式热量计(Bomb calorimeter)，將測得反應的內能變化